# Allocricetulus eversmanni
Allocricetulus eversmanni és una espècie de mamífer rosegador de la família dels cricètids. Viu a Rússia, el Kazakhstan i la Xina. S'alimenta de les parts vegetatives i les llavors de diverses plantes, d'insectes i mol·luscs i fins i tot de sargantanes, talpons, pollets i suslics joves. Els seus hàbitats naturals són les estepes seques i els semideserts. És una espècie en risc mínim, és a dir, no sembla que hi hagi cap amenaça significativa per a la seva supervivència.
L'espècie fou anomenada en honor del metge i entomòleg rus Eduard Friedrich Eversmann.